# Fusarium miscanthi
Fusarium miscanthi är en svampart som beskrevs av W. Gams, Klamer & O'Donnell 1999. Fusarium miscanthi ingår i släktet Fusarium och familjen Nectriaceae.   Inga underarter finns listade i Catalogue of Life.